# Gerhard Habarta

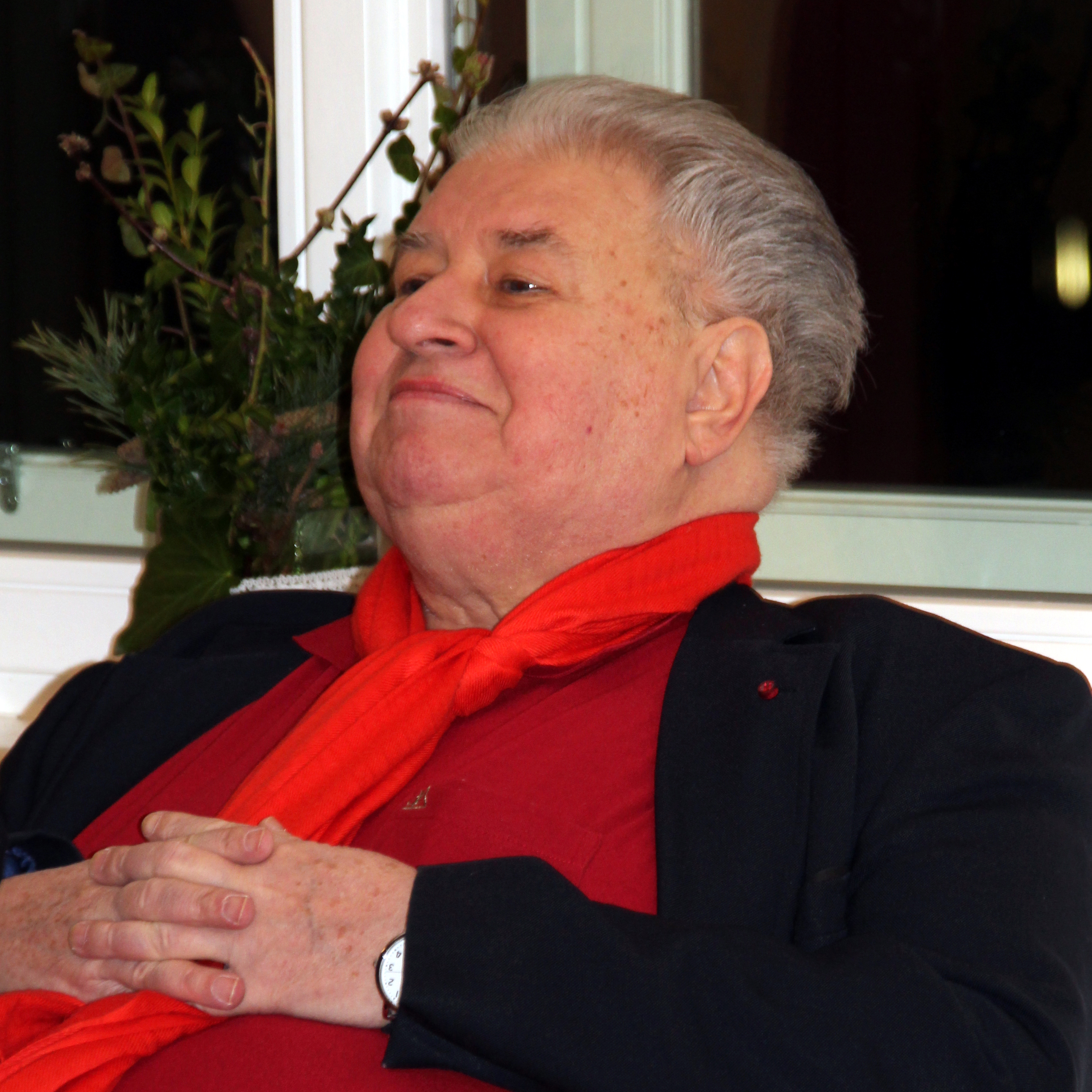
Gerhard Habarta (2014)

Gerhard Habarta (* 1. Juli 1939 in Wien, Österreich; † 25. Mai 2022 in Seebenstein) war ein österreichischer Autor, Galerist und Verleger.

## Leben und Werk

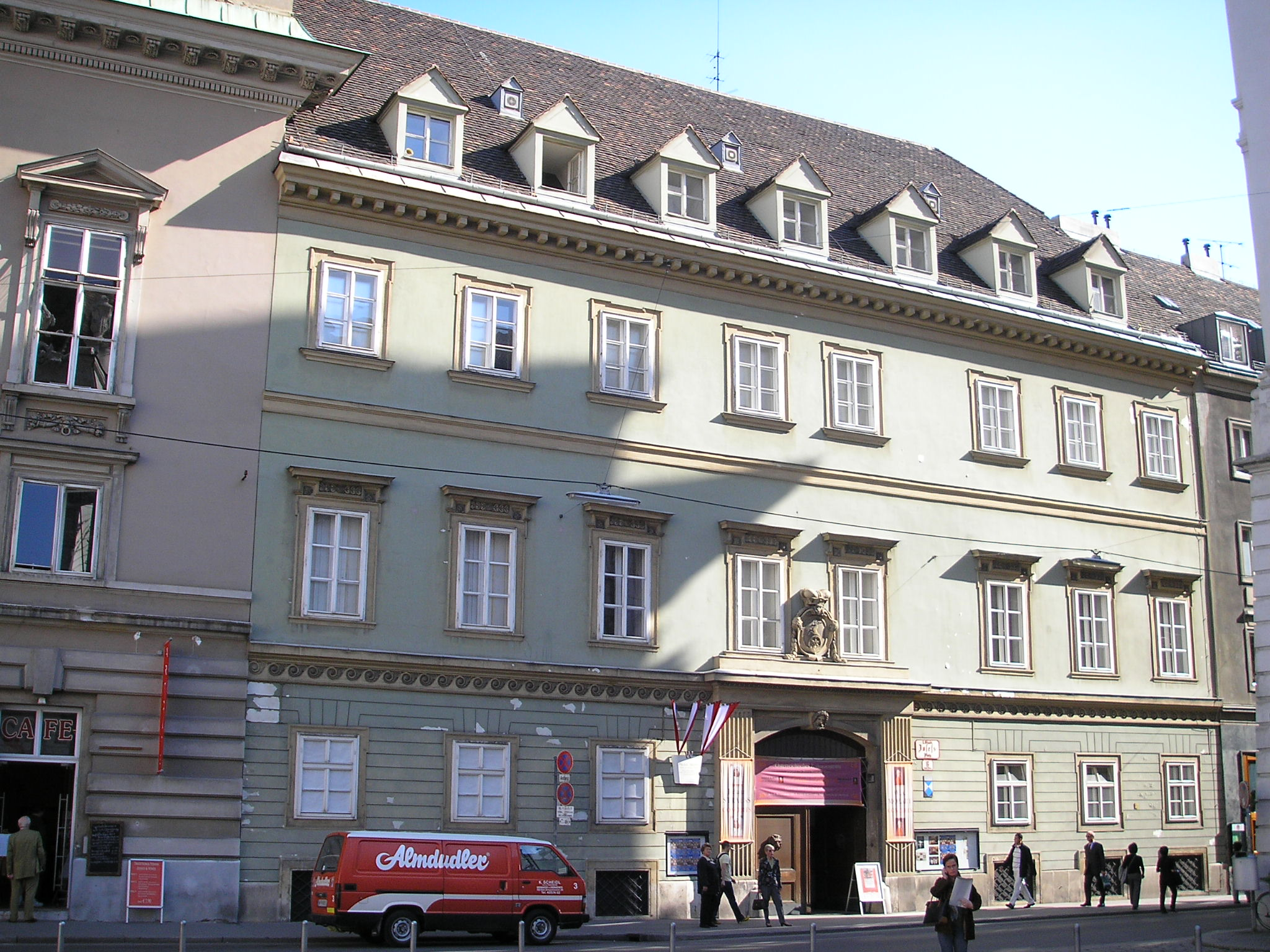
Das Palais Pallfy am Josefplatz (2006)

Im Jahr 1955 begann Habarta mit der Jugend- und Bildungsarbeit und gründete die Arbeitsgemeinschaft junger Sammler. 1958 begann er mit seiner Tätigkeit als Galerist, Ausstellungsmacher, Autor und Verleger. In den Jahren 1966 bis 1971 arbeitete er als Programmleiter des Kunstbuchprogramms des Verlages der Stadt Wien mit Buchpublikationen auch von Phantasten, darunter das erste Werkverzeichnis der Druckgrafik von Ernst Fuchs und von Helo Weis, sowie Werkmonographien von A.P.Gütersloh, Fritz Janschka und Helmut Kies.
1971 nahm er seine Tätigkeit als Herausgeber internationaler Grafikeditionen, Skulpturen und Multiples auf. Durch diese Arbeit pflegte er eine verlegerische Zusammenarbeit mit zahlreichen Künstlern des Surrealismus und der Phantastischen Kunst, darunter Salvador Dalí (Grafik und Plastiken), Leonor Fini, Andre Masson, Joseph Erhardy, Felix Labisse, Niki de Saint Phalle, Verlon, Rudolf Hausner, Arik Brauer, Ernst Fuchs, Anton Lehmden, Helmut Kies und Wolfgang Hutter.
Ab 1978 veranstaltete er Groß- und Museumsausstellungen zur Alltagskultur mit Werken der klassischen Moderne in Österreich, Deutschland, Frankreich, Belgien und der Schweiz, darunter bedeutende Werkkomplexe von Pablo Picasso, Henry Moore, Marino Marini und Alfred Hrdlicka. Er organisierte zahlreiche Großausstellungen in Österreich, Deutschland, Ungarn, Frankreich und der Schweiz mit mehr als 200 Bildern und Zeichnungen und mehr als 1.000 Arbeiten des Graphischen Werks von Salvador Dalí. Zu diesen Ausstellungen wurden jeweils umfangreiche Katalogbücher veröffentlicht.
Habarta war Mitbegründer des Phantastenmuseums in Wien, das seit Januar 2011 im Wiener Palais Pallfy am Josefsplatz zu finden ist. Bis zu seinem Tod war er als Berater und Kurator für das Museum tätig. Außerdem arbeitete er am Aufbau des internationalen Archivs der phantastischen Künstler, das sich ebenfalls im Palais Palffy befindet, mit.
Gerhard Habarta lebte in Seebenstein in Niederösterreich und starb Ende Mai 2022 im Alter von 82 Jahren.

## Auszeichnungen
- 2011: Verleihung des Berufstitels Professor durch den Österreichischen Bundespräsidenten
- 2003: 1. Preis beim Deutschen Haiku-Wettbewerb, Buchmesse Frankfurt 2003
- 1999: Österreichisches Ehrenkreuz für Wissenschaft und Kunst
- 1986: Dr. Theodor Kery Preis für Kunst

## Bücher (Auswahl)
- Salvador Dalí – Der Grafiker, der Bildhauer, der Schriftsteller. Verlag ExtraMax, Kranenburg 2003, DNB 1071236946.
- Ernst Fuchs – Das Einhorn zwischen den Brüsten der Sphinx. Biographie. Verlag Styria, 2001, ISBN 3-222-12851-0.
- Kunst in Wien  nach ’45  – Frühere Verhältnisse. Verlag Der Apfel, Wien 1996, ISBN 3-85450-045-9.
- Comic Welten. Katalogbuch. Ed. Comic-Forum, Wien 1992, ISBN 3-900390-62-2.
- Catalogue of the guaranteed genuine & original Engravings of Salvador Dalí, Museum Perrot-Moore. Wien 1988, ISBN 3-85016-031-9.
- Les 678 Tres riches Signatures de Salvador Dalí. Collectors Club, 1984, ISBN 3-85016-024-6.[5]
- Es war die Frau – Die Erfindung der Technologien durch die Frauen.  Ed. Kult{ur}geschichten, Seebenstein 2002, ISBN 3-8330-0190-9.
- Net vü umadum redn – Gesammelte Haiku. Illustrationen von Joan Miró. Hamburger Haiku-Verlag, Hamburg 2004, ISBN 3-937257-05-5.
- Lexikon phantastischer Künstlerinnen: Surrealistinnen, Phantastinnen, Symbolistinnen, Visionärinnen.[6] BoD, Norderstedt 2017, ISBN 978-3-7460-3530-7.
- Kunstherz. Von den vergeblichen Versuchen zu fliegen. BoD, Norderstedt 2021, ISBN 978-3-7557-1333-3.